# علامات وأعراض الحمل
علامات وأعراض الحمل هي حالات شائعة وغير ضارة (حميدة) تنتج عن التغيرات التي تحدث في الجسم أثناء الحمل. عادةً ما تتغير علامات وأعراض الحمل مع تقدم الحمل، رغم أن بعض الأعراض قد تستمر طوال فترة الحمل. وبحسب شدتها، قد تتطور الأعراض الشائعة في الحمل إلى مضاعفات. يمكن تصنيف أعراض الحمل حسب الثلث الزمني (الفصل) من الحمل، وكذلك حسب الجزء المتأثر من الجسم. وتجدر الإشارة إلى أن كل حالة حمل قد تختلف تمامًا عن الأخرى، ولا يعاني جميع الأشخاص من نفس الأعراض أو من جميعها. وإذا شعر أي شخص بالقلق بشأن الأعراض التي يمر بها، فيُنصح بالتحدث إلى الطبيب المناسب.

## الحمل المبكر
العديد من العلامات المبكرة للحمل تكون مشابهة للأعراض التي تسبق الدورة الشهرية مباشرة، وقد يكون من الصعب التمييز بينهما.

### نزيف الانغراس
نزيف الانغراس هو نزيف مهبلي خفيف يحدث خلال الأيام العشرة إلى الأربعة عشر الأولى من الحمل، ويكون ناتجًا عن الانغراس الطبيعي للجنين في بطانة الرحم. قد يُخلط بين نزيف الانغراس والدورة الشهرية المعتادة.
أما النزيف المهبلي الغزير خلال الثلث الأول من الحمل أو النزيف المصحوب بألم، فقد يكون علامة على مضاعفات، مثل الإجهاض أو الحمل خارج الرحم، ويجب تقييمه من قبل مقدم رعاية صحية.

### حساسية الثدي
يمكن أن تؤدي التغيرات الهرمونية في بداية الحمل إلى تورم الثدي وحساسيته. وعادةً ما تتحسن حساسية الثدي مع تأقلم الجسم مع الحمل.

### التعب
يُعد التعب شائعًا في الثلث الأول من الحمل نتيجة التغيرات الهرمونية.

### زيادة الإفرازات المهبلية
تُعد زيادة الإفرازات المهبلية أمرًا شائعًا أثناء الحمل نتيجة التغيرات الهرمونية. وتُعرف هذه الإفرازات باسم "الإفرازات البيضاء" (leukorrhea)، وتكون عادةً رقيقة وبلون أبيض حليبي. ومع ذلك، إذا تغير لون أو قوام الإفرازات بشكل ملحوظ، فمن الضروري استشارة مقدم الرعاية الصحية.

### غثيان الصباح
الغثيان والقيء المعروف باسم غثيان الصباح، يحدث لدى 80% من النساء الحوامل.
وعلى الرغم من أنه يُوصف بـ"غثيان الصباح"، إلا أن النساء الحوامل قد يُصبن بالغثيان في أي وقت من اليوم أو الليل. السبب الدقيق لغثيان الصباح لا يزال غير معروف. وعادةً ما يكون الغثيان والقيء أثناء الحمل خفيفًا ويزول من تلقاء نفسه بحلول الأسبوع الرابع عشر من الحمل. وينبغي أيضًا استبعاد الأسباب الأخرى عند التفكير في العلاج. العلاج الأولي يكون عادةً محافظًا، وقد يشمل تغييرات في النظام الغذائي ودعمًا نفسيًا. وفي حال لم تتحسن المرأة مع العلاج الأولي، يمكن استخدام أدوية مثل البيريدوكسين (فيتامين ب6) والدُوكسيلامين.
وفي حالات نادرة، قد تُصاب المرأة بحالة شديدة من الغثيان والقيء تُعرف باسم القيء المفرط الحملي، وتحدث لدى 1% من النساء الحوامل، وقد تؤثر على صحة الجنين والأم.

## منتصف الحمل وبعده

### آلام وانزعاج الجهاز العضلي الهيكلي
- ألم أسفل الظهر وألم حزام الحوض [الإنجليزية] – يُعد ألم أسفل الظهر وألم حزام الحوض المرتبطين بالحمل من الحالات الشائعة، وتُصيب ما يُقدر بـ45% من النساء الحوامل و25% من النساء بعد الولادة.[12] غالبًا لا تميز الأدبيات الطبية بين الحالتين لأن تعاريفهما تتداخل، ولكن من الممكن التفريق بينهما من خلال أخذ التاريخ الطبي، والفحص السريري، واختبارات التحفيز، والتصوير الطبي.[13] يمكن أن يحدث كلا النوعين من الألم معًا أو بشكل منفصل، وغالبًا ما يكون الألم خفيفًا ومتقطعًا ويزداد سوءًا في المساء، ويظهر عادة خلال 30 دقيقة من المشي أو الوقوف أو الجلوس.[13] وقد تؤثر هذه الآلام على جودة حياة المصابة بها، وتزداد شدتها مع تقدم الحمل.[14] وخلال الحمل، يتسبب البطن المتضخم والرحم الحامل بضغط إضافي على عضلات العمود الفقري القطني، كما يغيّر مركز الجاذبية لدى المرأة الحامل، مما يؤدي إلى ضغط أكبر على عضلات العمود الفقري القطني وأربطة العجز الحرقفية، ويتسبب بذلك في حدوث ألم أسفل الظهر و/أو ألم حزام الحوض.[13] كما أن التغيرات الهرمونية تزيد من مرونة المفاصل، مما يساهم في حدوث هذه الآلام. من العوامل المتوقعة للإصابة بهذه الآلام: الأعمال المجهدة، وجود تاريخ سابق لآلام الظهر أو الحوض، أو حدوث هذه الآلام في حمل سابق. تشمل عوامل الخطر الأخرى: التقدم في العمر، كثرة الولادات، ارتفاع مؤشر كتلة الجسم، والإصابات السابقة بالحوض. وهناك أدلة ذات جودة متوسطة تُشير إلى أن العلاج الفيزيائي والعلاج اليدوي والعلاج بالإبر أو العلاج القحفي العجزي قد يقلل من هذه الآلام.[14] بينما لم تُثبت أحزمة دعم الحمل فعاليتها في تقليل آلام الظهر.[15] وقد تساعد التمارين الرياضية سواء على الأرض أو في الماء على الوقاية والعلاج، ولكن جودة الأبحاث المتوفرة لا تزال منخفضة.[16]
- متلازمة النفق الرسغي – تحدث متلازمة النفق الرسغي لدى ما يصل إلى 70% من النساء الحوامل، وعادةً ما تكون بسيطة.[17][18] وتظهر على شكل ألم أو خدر أو وخز في الإبهام والسبابة والوسطى وجانب البنصر القريب من الإبهام.[19] وعادة ما تكون الأعراض خفيفة ولا تتطلب علاجًا، ولكن في حال الحاجة، فإن استخدام جبيرة للمعصم أثناء الليل هو الخيار العلاجي المُوصى به.[18]
- تشنجات الساق – تصيب تشنجات الساق (وهي تقلصات لا إرادية في عضلات الساق) ما بين 30% و50% من النساء الحوامل، وغالبًا تحدث في الأشهر الثلاثة الأخيرة من الحمل.[20] عادةً ما تستمر التشنجات لبضع ثوانٍ فقط، لكنها قد تكون مؤلمة للغاية وقد تستمر لعدة دقائق.[21] لا توجد أدلة واضحة حول ما إذا كانت المكملات الفموية من الشوارد (الإلكتروليتات) والفيتامينات (مثل المغنيسيوم، الكالسيوم، فيتامين ب أو فيتامين ج) فعّالة في علاج تشنجات الساق خلال الحمل.[22]
- ألم الرباط المستدير – يحدث عادة في الثلث الثاني من الحمل ويظهر على شكل ألم حاد ومفاجئ في منطقة الفخذ أو أسفل البطن، في جهة واحدة أو كلا الجهتين. عادةً لا يستمر الألم لأكثر من ثوانٍ معدودة. ينشأ الألم بسبب تمدد الرباط المستدير نتيجة ضغط الرحم المتنامي عليه. ويُعد الباراسيتامول (أسيتامينوفين) مسكن الألم الموصى به للنساء الحوامل في هذه الحالة.

### اختلال توازن السوائل ووظائف الكلى
- الجفاف – يحدث نتيجة توسع الحيّز داخل الأوعية الدموية وزيادة تسرب السوائل إلى الحيّز الثالث. من المضاعفات المحتملة للجفاف حدوث تقلصات في الرحم، إذ يؤدي الجفاف إلى إفراز الجسم لهرمون فازوبرسين، والذي يُشبه في تركيبه هرمون أكسيتوسين. ونظرًا لأن الأوكسيتوسين يسبب تقلصات رحمية، فإن فازوبرسين قد يتفاعل مع مستقبلات الأوكسيتوسين ويسبب تقلصات أيضًا.
- التورم / الوذمة – يحدث التورم عندما يتراكم سائل زائد في مناطق معينة من الجسم، مما يؤدي إلى تضخم غير طبيعي أو ما يُعرف بـ"الانتفاخ". وغالبًا ما يظهر ذلك في الأطراف العلوية والسفلية. يؤدي انضغاط الوريد الأجوف السفلي[23] والأوردة الحوضية بواسطة الرحم إلى زيادة الضغط الهيدروستاتيكي في الأوعية الدموية بالأطراف السفلية، مما يؤدي إلى انتقال السوائل من داخل الأوعية إلى الحيز خارج الخلية. يشمل العلاج رفع الساقين فوق مستوى القلب، ونصح المريضة بالنوم على جانبها لمنع ضغط الرحم على الوريد الأجوف السفلي، والعلاج الانعكاسي (الريفلوكسولوجي)، والعلاج باستخدام الماء[24] وارتداء الجوارب الضاغطة.

### الجهاز الهضمي
- حرقة المعدة أو الارتجاع – هو ألم حارق في الصدر خلف عظم القص، يحدث عندما يصعد حمض المعدة إلى المريء مسببًا تهيجًا. يحدث هذا أحيانًا أثناء الحمل بسبب ارتخاء العضلة العاصرة السفلية للمريء، والتي تُبقي عادة محتويات المعدة الحمضية في مكانها. كما أن حرقة المعدة تتفاقم عندما يؤدي نمو الجنين إلى زيادة الضغط داخل البطن، مما يضغط على المعدة ويدفع بمحتوياتها عبر العضلة العاصرة المرتخية. يسبب حمض المعدة تهيج بطانة المريء، مما يؤدي إلى الإحساس بالحرقة في منتصف الصدر. يمكن التخفيف من حرقة المعدة والارتجاع أثناء الحمل من خلال تناول وجبات صغيرة ومتعددة يوميًا، وتجنب الأكل قبل النوم بثلاث ساعات، والجلوس بوضع مستقيم أثناء الأكل.[25][26] إذا لم تكن التغيرات في النظام الغذائي ونمط الحياة كافية، فقد تكون هناك حاجة إلى استخدام مضادات الحموضة والألجينات للسيطرة على عسر الهضم، خاصة في الحالات الخفيفة.[26] وقد يُلجأ إلى الجراحة في بعض الحالات.[27] وإذا لم تنجح كل الوسائل السابقة، يمكن استخدام مثبطات مضخة البروتون.[26] وإذا كانت الحالة أكثر حدة، فقد تُشخّص على أنه مرض ارتجاع معدي مريئي.
- الإمساك – يحدث الإمساك لدى 11–38% من النساء الحوامل.[28] يُعتقد أن الإمساك أثناء الحمل يحدث نتيجة انخفاض حركة العضلات الملساء في الأمعاء بسبب الزيادة الطبيعية في هرمون البروجستيرون.[29] يشمل علاج الإمساك تعديلات في النظام الغذائي، بما في ذلك زيادة تناول الألياف والسوائل، واستخدام الملينات الخفيفة.[28]
- البواسير – البواسير هي أوردة متضخمة بالقرب من المستقيم أو داخله. وتُعد شائعة أثناء الحمل نتيجة للإمساك وزيادة الضغط داخل البطن. يمكن أن تسبب البواسير نزيفًا وألمًا وحكة.[30] يكون العلاج عرضيًا، مع التركيز على تحسين حالة الإمساك. قد تختفي الأعراض تلقائيًا بعد الحمل، على الرغم من إمكانية استمرار البواسير لعدة أيام بعد الولادة.[31]

### تغيرات الجلد والأوعية الدموية
- انفراق العضلة المستقيمة – خلال فترة الحمل، يؤدي نمو الجنين إلى زيادة الضغط على عضلات البطن. وفي بعض الحالات، تُصاب النساء بانفصال في العضلة المستقيمة البطنية، وهي العضلة التي تمتد عموديًا على جانبي جدار البطن الأمامي. تُقسّم هذه العضلة في مركزها (الخط الوسيط) بواسطة نسيج ليفي يُعرف بالخط الأبيض.[32] في حالات الحمل التي ينمو فيها الجنين بسرعة، أو لدى النساء اللواتي يعانين من ضعف في عضلات البطن، يمكن لهذا الضغط أن يسبب انفصال العضلتين المستقيمتين على طول الخط الأبيض، مما يؤدي إلى ظهور فجوة بين الجانبين الأيسر والأيمن للعضلة.[33] يُعتبر انفراق العضلة المستقيمة حالة شائعة، وتزداد احتمالية حدوثها كلما تقدم الحمل، حتى أثناء مرحلة المخاض.[34] تشمل عوامل الخطورة: ارتفاع مؤشر كتلة الجسم (BMI)، الحمل المتعدد (مثل التوائم أو أكثر)، ومرض السكري.[35] تتعافى معظم حالات انفراق العضلة تلقائيًا بعد الولادة. وفي الحالات التي لا تزول من تلقاء نفسها، قد تساعد التمارين العلاجية، ولكن في بعض الأحيان تكون الجراحة ضرورية لتحسين الأعراض والوقاية من المشكلات المزمنة.[36][37]
- الدوالي الوريدية – هي توسّع في الأوردة الموجودة في الساقين، ويحدث ذلك نتيجة لاسترخاء العضلات الملساء وزيادة الضغط داخل الأوعية الدموية بسبب زيادة حجم السوائل في الجسم.[38] يشمل العلاج رفع الساقين، واستخدام الجوارب الضاغطة لتخفيف التورم، بالإضافة إلى حمامات المقعدة الدافئة لتقليل الألم.[39] توجد أدلة محدودة تشير إلى أن "الروتوسيدات" (وهي عشبة طبية) قد تُخفف من أعراض الدوالي الوريدية في أواخر الحمل، لكن لم يُثبت بعد مدى أمان استخدامها أثناء الحمل.[24] تشمل عوامل الخطر: السمنة، الوقوف أو الجلوس لفترات طويلة، ارتداء الملابس الضيقة، والإمساك أو الشد أثناء التبرز.
- تجعدات صغيرة – تظهر تجعدات صغيرة مرتبطة بالحمل لدى ما بين 50% إلى 90% من النساء،[40] وتحدث نتيجة تمدد الجلد وتأثير التغيرات الهرمونية على الألياف الجلدية.[41] تكون أكثر شيوعًا لدى النساء الأصغر سنًا، والنساء ذوات البشرة الداكنة، واللاتي يحملن بأجنة كبيرة الحجم، وكذلك لدى النساء اللواتي يعانين من زيادة الوزن أو السمنة، كما يمكن أن تكون وراثية في بعض الحالات.[41] تبدأ التجعدات الصغيرة عادةً كخطوط حمراء أو أرجوانية، ثم تتلاشى بعد الحمل إلى لون شاحب أو بلون الجلد، وغالبًا ما تكون دائمة.[40][41][42] تظهر عادة في البطن، والثديين، والأرداف، والفخذين، والذراعين، وقد تُسبب الحكة والانزعاج.[40][41] على الرغم من توفر أنواع متعددة من الكريمات المركبة، مثل كريم فيتامين E، وزبدة الكاكاو، وزيت اللوز، وزيت الزيتون، إلا أنه لم يُثبت علميًا أن أيًا منها يقي أو يقلل من التجعدات الصغيرة أثناء الحمل.[40][41] كما أن الأمان والسلامة من استخدام أحد المكونات العشبية (Centella asiatica) في بعض هذه المنتجات لا تزال محل شك.[41] توجد بعض العلاجات التي تُستخدم لتقليل الندبات، مثل الليزر الموضعي أو التريتينوين الموضعي،[42] وتُستخدم أحيانًا للتجعدات الصغيرة، إلا أن الأدلة حول فعاليتها محدودة.[41] وقد ثبت أن التريتينوين الموضعي يُسبب تشوهات في الحيوانات، ولم تُجرى دراسات كافية لتأكيد أمانه أثناء الحمل البشري.[43]
- الحكة – تُعد الحكة من الشكاوى الشائعة خلال الحمل، حتى في غياب أي مرض جهازي أو آفة جلدية.[44] تُسبب الحكة شعورًا بالإحباط وقد تؤثر على النوم، مما يؤدي إلى الإرهاق وتدني جودة الحياة. لا يوجد حتى الآن علاج واضح وفعّال ومُرضٍ لهذه الحالة، وهناك حاجة إلى مزيد من الأبحاث لتحديد أسلوب علاجي محتمل يكون فعّالًا وآمنًا.[44]